# Historia Józefa Cieśli
Historia Józefa Cieśli (JózCieś, VI wiek) lub Opowiadanie o Józefie Cieśli jest jednym z apokryficznych tekstów Nowego Testamentu skupiającym się na okresie życia Jezusa, zanim ukończył 12 lat.
Tekst opisuje, jak Jezus na Górze Oliwnej opowiadał o Józefie, swoim przybranym ojcu. Tekst głosi, że Józef miał czterech synów (Judasza, Justusa, Jakuba i Szymona) i dwie córki (Lizję i Lidię) z poprzedniego małżeństwa. W wieku 90 lat, po śmierci swojej pierwszej żony, Józef dostaje pod opiekę dwunastoletnią dziewicę Maryję. Mieszka ona w jego gospodarstwie domowym, wychowując jego najmłodszego syna Jakuba "mniejszego" razem z Judaszem, aż do czasu, gdy ma wstąpić w związek małżeński w wieku 14½ lat.
Po opisaniu podstawowego kontekstu tekst kontynuuje parafrazę Protoewangelii Jakuba, zatrzymując się w miejscu narodzin Jezusa. Tekst kontynuuje opis starości Józefa, stwierdzając, że do końca życia posiadał młodzieńczy wigor. Gdy umiera, jego najstarsi synowie (Justus i Szymon) są żonaci i mają dzieci, podobnie jak i jego dwie córki, które wyszły za mąż i mieszkają we własnych domach.
W tym momencie tekst opisuje Józefa umierającego, odmawiającego wielką modlitwę w wieku 111 lat. Jego ostatnie słowa to seria lamentacji o jego cielesności i grzechu pierworodnym. W dalszej części dzieła jest przedłużona scena jego śmierci, wizja anioła śmierci, jak również archanioła Michała i Gabriela, w celu ratowania jego duszy.
Niektórzy uważają, że dzieło to zostało spisane w Egipcie w czwartym lub piątym wieku n.e. Przetrwały dwie wersje, jedna po koptyjsku, a druga po arabsku. Oryginalna wersja prawdopodobnie jest koptyjska. Jest ona oparta na Protoewangelii Jakuba.